# ایراس ۳۷۲۸
سیارک ۳۷۲۸ (به انگلیسی: 3728 IRAS، نامگذاری:1983QF) سه هزار و هفتصد و بیست و هشتمین سیارک کشف شده‌است که در ۲۳ اوت ۱۹۸۳ کشف شد.
قدر مطلق سیارک برابر ۱۱٫۵۰ است.